# Aeroporto de Toulouse-Blagnac
O Aeroporto de Toulouse-Blagnac (em francês: Aéroport de Toulouse–Blagnac) (IATA: TLS, ICAO: LFBO) é um aeroporto localizado em Blagnac, região metropolitana de Toulouse.
Perto deste aeroporto, ficam as fábricas da Airbus e da ATR, onde é efectuada a montagem final das aeronaves. Também na região fica o Museu Aeroscopia com um Concorde (registro, F-BVFC).

## Estatísticas
Ver a consulta original do Wikidata.